# Ramgati
Ramgati (en bengali : রামগতি) est une upazila du Bangladesh dans le district de Lakshmipur. En 1991, on y dénombrait 335 243 habitants.